# جزیره مرده

کاور نسخه دوم بازی برای ایکس‌باکس ۳۶۰

جزیره مرده (به انگلیسی: Dead Island) یک بازی اکشن ماجرایی در سبک ترسناک است که توسط تکلند ساخته شده و دیپ سیلور آن را برای کنسول‌های ایکس‌باکس ۳۶۰، پلی‌استیشن ۳ و مایکروسافت ویندوز منتشر کرده‌است که بر اساس تعقیب و گریز در یک منطقه پر از زامبی بنا گشته‌است. این بازی رسماً در ۲۰۰۶ معرفی شد اما تا سال ۲۰۱۱ به تعویق افتاد. در نهایت این بازی در ششم سپتامبر ۲۰۱۱ منتشر شد. نسخه دوم این بازی هم در سال ۲۰۱۳ بر اساس همین بازی ارائه شد. نام این نسخه جزیره مرده آب‌های خروشان است.

## روندبازی
این بازی با دید اول شخص در محیط‌هایی بزرگ شروع می‌شود و بر اساس مأموریت گرفتن و گشت و گذار بنیان شده‌است. این بازی قابلیت انتخاب شخصیت بازی بر اساس قابلیت‌ها را دارد و با کشتن زامبی‌ها سطح بازیکن بالاتر می‌رود و قابلیت‌های جدیدی به توانایی‌های او اضافه می‌شود. به محض ارائه بازی بیش از چهل باگ در بازی پیدا شد که عذر خواهی سازندگان را در پی داشت.
بازی با سلاح سرد شروع شده و کم‌کم به سلاح‌های گرم ارتقا پیدا می‌کند. البته یک چهارم یا حتی کل بازی سلاح سرد تعیین‌کننده و حیاتی است. از انواع سلاح سرد تیز مثل (داس چنگک چاقو و شمشیر سامورایی) و ضربه‌ای مثل (چوب بیس بال پارو وبیل و لوله آب) استفاده خواهید کرد. در طول بازی شما قادر به پرتاب کردن سلاح‌های سرد خواهید بود و این دلیلی بر محدود کردن سلاح‌های گرم در بازی است.
بازی خوب شروع می‌شود و بازیکن باید در طول بازی سلاح‌هایی هم درست کند؛ مثلاً از ترکیب میخ٫ سیم و چوب بیس بال می‌توان یک گرز ساخت یا از ترکیب باتری٫ سیم و داس یک شوکر درست می‌شود و…
همچنین یک نشانگر استقامت هم در کنار تصویر دیده می‌شود که بسته به دویدن ٫فعالیت ٫حرکت دادن سلاح و پریدن از مقدار آن کم می‌شود که شخصیت باید صبر کند تا نفس لازم برای حمله یا فرار را کسب کند. یک فیلم سینمایی با همین عنوان در دست ساخت است.

## داستان
بازی در جزیره‌ای خیالی به نام بانوی banoi که یک جزیره گرمسیری واقع در گینه‌نو است، شروع می‌شود که پاتوق مسافران و توریست‌های زیادی است.
چهار شخصیت بازی بعد از حضور در یک پارتی شبانه به هتل می‌روند تا استراحت کنند که ناگهان با صدای آژیر اضطراری هتل مبنی بر تخلیه ساختمان ازخواب بیدار می‌شوند. وبا جمعیت مردم که توسط یک بیماری واگیر دار تبدیل به بیمار روانی که آدمخوار شده‌اند٫ رو به رو می‌شوند.
به‌طور خلاصه آن‌ها توسط مأمور نگهبان جان سیاموی نجات می‌یابند؛ و توسط او از مرض واکسینه می‌شوند. وی عنوان می‌کند که پناه گاه برای مدت طولانی آذوقه و امکانات کافی نداردو باید در پی پیدا کردن راهی برای فرار باشند و باید به شهر Moresby بروند و کمک پیدا کنند.
در آنجا چند بازمانده را در کلیسای متروکی در حال دعا می‌یابند و در ادامه با چند گروه گانگستر موسوم به Raskol درگیر می‌شوند.
آن‌ها در ادامه با شخصی که در یک ایستگاه پلیس پنهان شده مواجه می‌شوند وی خود را سرهنگ رایدر وایتمعرفی معرفی می‌کند و می‌گوید که در جزیره متروک گیر افتاده‌است؛ و با کمک یک قاچاقچی به یک زندان می‌رسند.
بازی دارای سبک خاصی است بدین صورت که زامبی‌ها از سایر زامبی‌ها در بازی‌های دیگر قوی‌تر هستند و حتی بعضی مواقع باید در تاریکی به همراه چراغ قوه یا بدون چراغ قوه با آن‌ها مواجه شد.
در بازی زامبی‌های متفاوتی وجود دارند. به غیر از زامبی‌های معمولی زامبی‌هایی با قد بلند و هیکل ورزیده هستند که دارای مشت سنگینی می‌باشند. همچنین زامبی‌های پر سرعت نظیر پلیس‌هایی که زامبی شدند با لباس نظامی و جلیقه مشکل ساز خواهند بود. در این میان سرخپوستی که دست ندارد و از استخوان‌های دستش به عنوان سلاح استفاده می‌کند چالش بزرگی برای پلیر محسوب می‌شود. همچنین فلوکر یک غول است که با پاشیدن استفراغ پلیر را آلوده می‌کند.

## افتخارات
این بازی به محض انتشار، عنوان بهترین بازی زامبی را کسب کرده‌است.